# Bruchfestigkeit
Die Bruchfestigkeit {\displaystyle \sigma _{B}} ist in der Festigkeitslehre diejenige mechanische Spannung, die bei einem Bauteil zum Bruch führt. Diese Spannung ist gleich oder, bei duktilen Werkstoffen, kleiner als die Festigkeit. Die Bruchfestigkeit hat die Einheit einer Spannung und wird daher jeweils angegeben als der Quotient der Bruchlast (Kraft) und der Querschnittsfläche des Probekörpers in Pascal (meist Megapascal, MPa); ein Megapascal entspricht einer Kraft von einem Newton je Quadratmillimeter Fläche. 
Die Bruchfestigkeit wird durch Versuche (z. B. Zugversuch) an genormten Probekörpern als Werkstoffkenngröße ermittelt. Ihre Zahlenwerte unterscheiden sich voneinander, auch für denselben Werkstoff: so ist die Bruchfestigkeit bei Druckbelastung meist deutlich höher als bei Zugbelastung. Die Dehnung, bei der die Bruchfestigkeit überschritten wird und es zum Bruch kommt, wird die Bruchdehnung genannt.  
Weitere Festigkeitsarten bei dynamischer Belastung sind die Dauerfestigkeit oder die Inertfestigkeit.